# هارومي هوندا
هارومي هوندا (باليابانية: 本田晴美؛ بالكانا: ほんだ はるみ) هو دراج ياباني، ولد في 12 نوفمبر 1963.

## وصلات خارجية
- هارومي هوندا على موقع أرشيف الدراجات (الإنجليزية)